# Mimas (luna)
Mimas (grško Μίμᾱς: Mímas) je Saturnov notranji naravni satelit.

## Odkritje
Luno Mimas je odkril leta 1789 William Herschel.. Ime je dobila po Mimasu, enem izmed Titanov in sinu Gaje iz grške mitologije.  Ime je za luno Mimas in še sedem takrat znanih Saturnovih lun predlagal John Herschel, sin Williama Herschela leta 1847 . 

## Tirnica
Mimas obkroži Saturn v 22 urah in 37 minutah po tirnici, ki je povprečno oddaljena od Saturna 185.520 km. Tirnica je nagnjena za 1,51° proti Saturnovem ekvatorju. Vrtenje je sinhrono, kar pomeni, da vedno kaže isto stran proti Saturnu.

## Lastnosti
Nizka gostota kaže na to , da je v glavnem sestavljena iz vodnega ledu in delno iz kamnin. Zaradi plimskih sil Saturna nima okrogle oblike, ampak je v vzdolžni smeri za približno 10% daljša.

## Površina
Površina lune je polna velikih in manjših udarnih kraterjev. Najbolj opazen je veliki krater, ki se imenuje Herschel po Wiliamu Herschelu, ki je Mimas odkril. V premeru meri kar 130 km, njegove stene so visoke 5 km. Nekateri deli dna kraterja so 10 km globoki, centralni vrh pa je 6 km visok. Udarec meteorita ob nastanku kraterja je bil tako močan, da se posledice udarnih valov poznajo celo na drugi strani lune. Vidni so geološki premiki in prelomi.
Večina površine je pokrite s kraterji večjimi od 40 km, samo v južnih delih lune ni kraterjev večjih od 20 km. To kaže na to, da je neki proces zbrisal večje kraterje na tem področju.
Na površini opažajo dve vrsti geoloških značilnosti: udarne kraterje in brezna oziroma prepade.

## Povezava z obroči
Luna Mimas čisti delce iz Cassinijeve ločnice, ki se nahaja med A obročem in B obročem. Ta vrzel je med vsemi vrzelmi največja in je bila tudi prva odkrita. Delci na notranjem robu Cassinijeve ločnice so v orbitalni resonanci 2 : 1 z luno Mimas. To pomeni, da dvakrat obkrožijo Saturn v času, ko Mimas naredi samo on obhod. To povzroči, da delci iz Cassinijeve ločnice, preidejo v novo tirnico zunaj ločnice.